# Samuel Lauras
Samuel Lauras OCSO (* 18. Dezember 1954 in Frankreich als Yves Lauras) ist ein französischer römisch-katholischer Ordenspriester und seit 2011 Abt des Zisterzienserklosters strengerer Observanz Nový Dvůr in Toužim, Tschechien.

## Leben
Lauras wurde als zweitältester von acht Brüdern in eine Familie geboren, die mit dem Schriftsteller Henri Pourrat verwandt ist. Sein Vater war Chirurg. Nach einem Studium des Bauingenieurwesens war er zunächst als Sozialarbeiter und Schauspieler tätig. 1983 wurde er nach einer Glaubenskrise unter dem Ordensnamen Samuel Novize in der Zisterzienserabtei strengerer Observanz Sept-Fons, wo bereits ein Jahr zuvor sein älteren Bruder eingetreten war. 1990 empfing er die Priesterweihe; später wurde er Prior des Klosters.
1998 wurde Lauras gemeinsam mit mehreren Mitbrüdern, überwiegend aus Tschechien, in die Tschechische Republik entsandt, um dort ein Tochterkloster zu gründen. Dieses Kloster wurde 2002 kanonisch errichtet, und Lauras wurde von Abt Patrick Olive zum ersten Oberen ernannt. Im Jahr 2007 übernahm er das Amt des Titularpriors (Konventualpriors), bevor er am 8. Dezember 2011 auf unbestimmte Zeit zum Abt gewählt wurde. Die Benediktion fand am 12. Dezember 2011 durch den Pilsener Bischof František Radkovský statt.
Seit 2023/2024 ist Lauras als Delegierter des Ordens für die Abwicklung der Klöster Engelszell in Österreich und Oelenberg (geschlossen 2024) in Frankreich zuständig.